# Performance (arte)

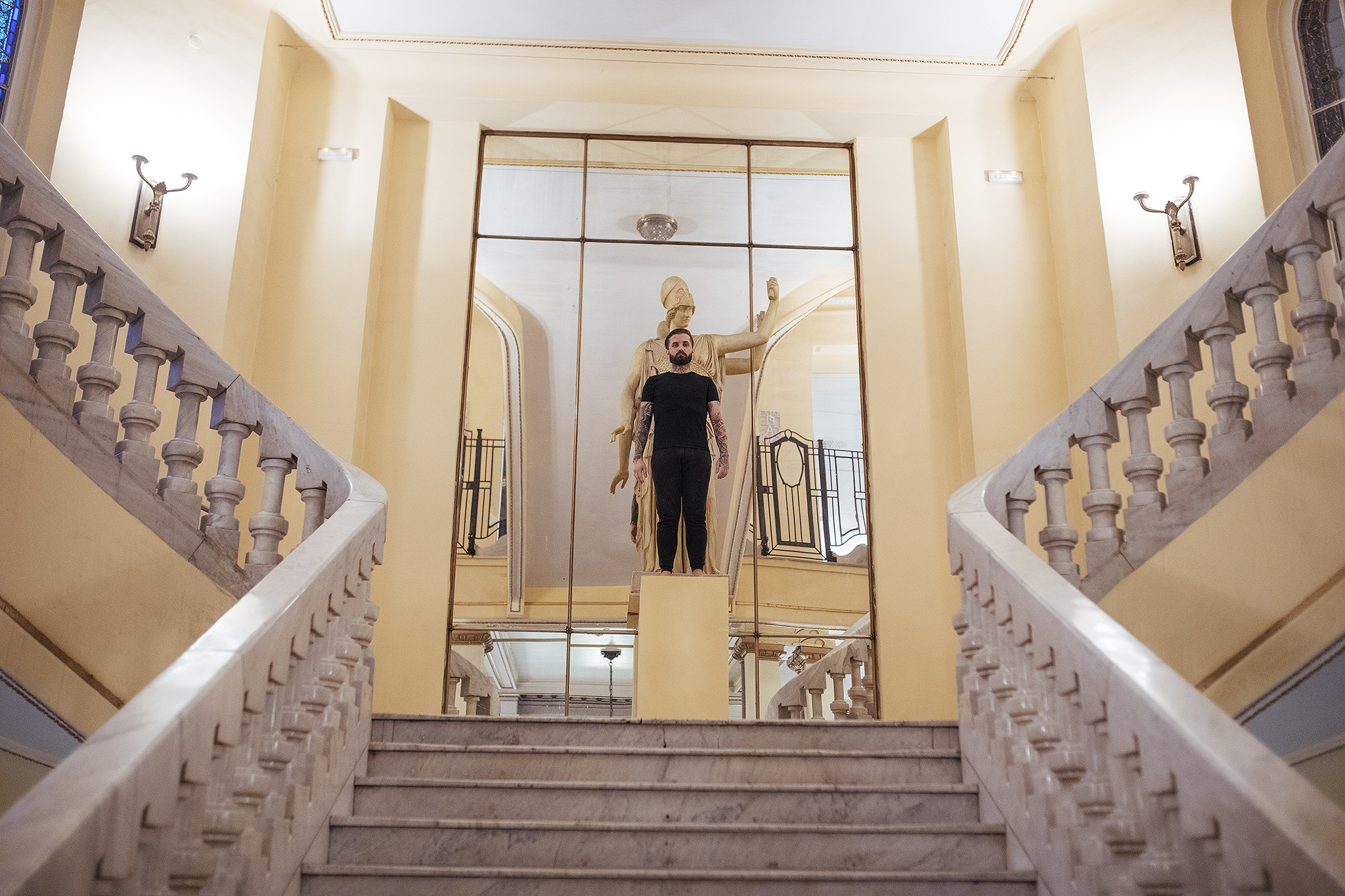
Performance de Abel Azcona, 2015

No inicio do contexto das artes, o termo da língua inglesa performance designa as apresentações de dança, canto, teatro, mágica, mímica, malabarismo, referindo-se ao seu executante como performista (em inglês: performer). Na segunda metade do século XX, surge um gênero artístico nos Estados Unidos com características específicas denominado em inglês como performance art, que seria traduzido como "performance arte", "arte de performance",[carece de fontes?] ou "arte performática" (não confundir com arte performativa). Alguns teóricos, como Jorge Glusberg, porém, interpretam que tal manifestação artística tem sua origem já na Antiguidade.

## Etimologia
A palavra tem suas origens no francês antigo: parformance, de parformer — accomplir — (fazer, cumprir, conseguir, concluir) podendo significar ainda levar alguma tarefa ao seu sucesso. Palavra que se origina do latim, formada pelo prefixo latino per mais formáre (formar, dar forma, estabelecer). Em seu significado mais elementar pode significar iniciar, fazer, executar ou desenvolver uma determinada tarefa ou atividade.
Em 1990 a Encyclopædia Britannica, de língua inglesa, registrava a entrada do termo performance, apenas juridicamente, como o acto de realizar o que está definido num contrato. Uma performance de sucesso seria aquela que desobrigaria os seus assinantes de qualquer outra responsabilidade contratual futura.
A palavra performance é formada pelo prefixo de origem latina per. Segundo o Dicionário Aurélio per pode assumir o significado de movimento através, proximidade, intensidade ou totalidade, como em percorrer, perdurar, perpassar (1.ª ed.). Apresenta uma função de ênfase, como em perambulante (per- + ambulante).
O substantivo forma, também de origem latina, é registado no Dicionário Aurélio (1.ª ed.) em dezessete significados distintos, destacando-se limites exteriores da matéria de que é constituído um corpo, e que confere a este um feitio ou configuração particular. De outra forma o define o Dicionário Etimológico de António Geraldo da Cunha, como modo sob o qual uma coisa existe ou se manifesta (ex: configuração, feitio, feição exterior).

## Arte performática
Na década de 1960, a performance art ou performance artística surge como uma modalidade de manifestação artística interdisciplinar que - assim como o happening — pode combinar teatro, música, poesia ou vídeo, com ou sem público. É característica da segunda metade do século XX, mas suas origens estão ligadas aos movimentos de vanguarda, o (dadaísmo, futurismo, Bauhaus, etc.) no início do século XX.
Difere do happening por ser mais cuidadosamente elaborada e não envolver necessariamente a participação dos espectadores. Em geral, segue um "roteiro" previamente definido, podendo ser reproduzida em outros momentos ou locais. É realizada para uma plateia quase sempre restrita ou mesmo ausente e, assim, depende de registros - através de fotografias, vídeos e/ou memoriais descritivos - para se tornar conhecida do público.

### Origens
Uma das primeiras apresentações do movimento de performances na década de 1960 foi realizado pelo grupo Fluxus, através das obras de Joseph Beuys e Wolf Vostell. Numa de suas performances, Beuys passou horas sozinho na Galeria Schmela, em Düsseldorf, com o rosto coberto de mel e folhas de ouro, carregando nos braços uma lebre morta, a quem comentava detalhes sobre as obras expostas. Em alguns momentos, as performances de outros artistas tiveram ligação direta com as obras das artes do corpo (body art), especialmente através dos Ativistas de Viena, no final da década de 1960.

### No Brasil
Como descreve a Enciclopédia Itaú Cultural, Flávio de Carvalho (1899–1973), foi um pioneiro nas performances a partir de meados dos anos de 1950 (por exemplo a relatada no livro Experiência nº 2). Outra referência se dá com o Grupo Rex, criado em São Paulo por Wesley Duke Lee (1931–2010), Nelson Leirner (1932), Carlos Fajardo (1941), José Resende (1945), Frederico Nasser (1945), entre outros, que realiza uma série de happenings. Num deles Wesley Duke Lee, em 1963, no João Sebastião Bar (alguns críticos apontam parentescos entre o Grupo Rex e o movimento Fluxus).
A produção de Hélio Oiticica (1937–1980) dos anos de 1960 — por exemplo os Parangolé — guardam relação com a performance, por sua ênfase na execução e no "comportamento-corpo", como define o artista. Nos anos 1970, chama a atenção as propostas de Hudinilson Jr. (1957–2013). Na década seguinte, devemos mencionar as Eletro performances, espetáculos multimídia concebidos por Guto Lacaz (1948).

### Body Art
Em alguns casos, as performances ligadas à body art se tornaram sensoriais ou até masoquistas. Chris Burden rastejou sobre um piso coberto com cacos de vidro, levou tiros e foi crucificado sobre um automóvel.

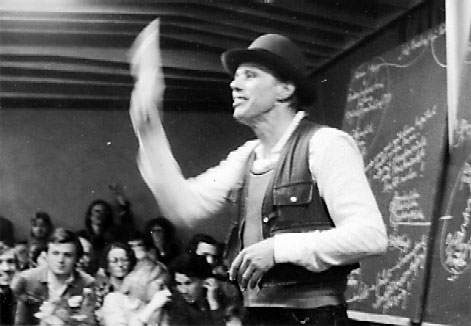
Performance de Joseph Beuys, 1978: Cada pessoa, um artista — no caminho para a liberdade da forma do organismo social

## Artistas mais notáveis
- Abel Azcona
- Marina Abramović
- Yoko Ono
- Joseph Beuys
- Tracey Emin
- Chris Burden

## Estudos daperformance
Os Estudos da Performance, um campo de estudos interdisciplinar, não devem ser confundidos com a Performance Arte, uma determinada forma de prática artística.

### Artigos
performance art
- Sugestão de conceitos para reflexão sobre a arte contemporânea a partir da teoria e prática do Grupo de Pesquisa Corpos Informáticos. Maria Beatriz de Medeiros. Universidade de Brasília. Art Research Journal. 2017. https://periodicos.ufrn.br/artresearchjournal/article/view/11808
- Breve histórico da Performance Art, José Mário Peixoto Santos Artes Visuais da Escola de Belas Artes – UFBA. 2008
- O artista-personagem. Daniela Hochmann Labra. – Campinas,  SP, 2005. Dissertação Mestrado

Estudos da performance
- Dawsey, John. Sismologia da Performance. Revista de Antropologia.v.50 n.2 São Paulo dez. 2007
- Pradier, Jean-Marie. Etnocenologia: A carne do espírito. Repertório, teatro e dança – Ano 1, nº 1 – 1998.2 – Salvador. Universidade Federal da Bahia, Programa de pós-graduação em artes cênicas, p. 9- 21.
- Pradier, Jean-Marie. Performers et sociétés contemporaines. L’embrasement. Théâtre/Public, nº 157, janvier/février, 2001, p. 47-62.
- Schechner, Richard. Performance: teoria y prácticas interculturales. Buenos Aires: Libros Del Rojas, 2000. (p. 0-70 / 231 – 252).
- Schechner, Richard. O que é performance? O Percevejo, ano 11, 2003, nº 12: p. 25 a 50.